# Авдеево (озеро)
Авдеево (укр. Авдієве) — озеро (старица), расположенное на территории Корюковского района (Черниговская область). Площадь — 0,14 км². Тип общей минерализации — пресное. Происхождение — речное (пойменное). Группа гидрологического режима — сточное.

## География
Длина — 1,2, около 1,4 км. Ширина наибольшая — 0,05 км, 0,1 км. Глубина наибольшая — 4 м. Озеро используется для рыболовства. Озеро образовалось вследствие русловых процессов (изменения меандрированного русла) реки Десна.
Расположено на правом берегу Десны, юго-восточнее села Дибровка. Озерная котловина имеет С-образную (вытянутую узкую) форму. Берега высоки, крутые.
Водоём у берега зарастает прибрежной растительностью (тростник обыкновенный), а водное зеркало — водной (кувшинка белая, роголистник погружённый, кубышка жёлтая, виды рода рдест). Берега заняты насаждениями лиственных пород деревьев, зарастают ивой, ежевикой, хмелем.
Питание: дождевое и грунтовое, частично путём водообмена с Десной. Температура воды летом +18° +19° на глубине 0,5 м, +12° +13° — 3,5 м. Зимой замерзает. Прозрачность воды до 1 м. Дно устлано илистыми и частично илисто-песчаными донными отложениями.

## Природа
Водятся карась, линь, щука, плотва и прочие. Прибрежная зона служит местом гнездования камышовки, соловьиного сверчка, погоныша.